# Саторн
Особняк Саторн (англ. Sathon Mansion) или особняк Луана Читчамонгванита — комплекс исторических зданий в Бангкоке (Таиланд). Находится на Саторн-роуд в одноимённом районе города.
Комплекс построен в неоклассическом колониальном стиле. Он состоит четырёх зданий, образующих закрытый внутренний двор. Самое высокое строение имеет три этажа. Центральный фасад украшен шестиугольным портиком. Снаружи комплекс был окружён садом, который исчез после застройки территории в 2000-е годы.

## История
Особняк построен в 1888 году во время правления короля Чулалонгкорна (Рамы V) для Луана Читчамонгванита (Чай Суа Йома), зятя Луана Саторна Рачаюкты (Йома Писольябутры), богатого китайского бизнесмена и чиновника, владельца и застройщика земли вокруг кхлонга (канала) Саторн. Именно его имя носит и район, и канал, и особняк. В 1910 году Луан Читчамонгванит обанкротился, и права собственности на особняк перешли Королевской казне (позднее — Бюро королевской собственности). Король Вачиравуд (Рама VI) предоставил особняк генералу Чао Прайа Рам Рахопу, а позже, в 1920-х годах, здесь разместился отель «Роял».
Отель «Роял» открыла в Бангкоке Адель Старо, имевшая итальянское происхождение. Предприятие рекламировалось как изысканное место пребывания для бизнесменов и семейных постояльцев. С 1924 по 1928 годы комнату в отеле снимало Общество Сиама, проводившее здесь ежемесячные заседания. 
В 1947 году комплекс сдан в аренду СССР для размещения советской дипломатической миссии. Посольство СССР, а затем России, располагалось здесь до 1999 года.
В 2000-х года была проведена масштабная реставрация комплекса в рамках очередной застройки района. Реставрация оставила основную конструкцию без изменений, сохранена также внутренняя деревянная отделка, в том числе необычные украшения колонн в виде свиных голов, соответствующих знаку зодиака первого владельца дома. Снаружи восстановлено оригинальное жёлто-белая окраска стен дома. Дополнительно интерьеры украшены современными тайскими произведениями искусства: гобеленами, картинами, фотографиями и скульптурами. Близлежащие участки были застроены высотными башнями — офисным зданием Sathorn Square и отелем W Bangkok, тесно окружающих старое здание с двух сторон. В июле 2015 года комплекс открылся для публики в качестве ресторана и развлекательный центра, принадлежащего отелю. Он получил название Дом на Саторне.

### Комментарии
1. ↑  Ранее в названии особняка часто использовалась буква "r" — Sathorn, однако по действующим нормам она в названии отсутствует.